# 공원로 (성남시)
공원로는 경기도 성남시 수정구 복정동 창곡교차로에서 경기도 성남시 중원구 도촌동 도촌지구까지를 잇는 도로이다. 영장산터널, 공원터널, 둔촌터널을 지난다.

## 주요 경유지
창곡교차로(남위례역)-영장산터널-성남초등학교앞-우리은행사거리-중앙동사거리-공원터널-둔촌터널-도촌지하차도